# كارل فليش
كارل فليش (بالمجرية: Flesch Károly)‏ هو معلم موسيقى وعازف كمان وأستاذ جامعي مجري، ولد في 9 أكتوبر 1873 في Moson ‏ في المجر، وتوفي في 14 نوفمبر 1944 في لوسرن في سويسرا.

## وصلات خارجية
- كارل فليش على موقع الموسوعة البريطانية (الإنجليزية)
- كارل فليش على موقع ميوزك برينز (الإنجليزية)
- كارل فليش على موقع أول ميوزيك (الإنجليزية)
- كارل فليش على موقع ديسكوغز (الإنجليزية)